# Надточии
Надточии́ либо Надточи́й укр. Надточії) — село, Песочинский поселковый совет, Харьковский район, Харьковская область.
Код КОАТУУ — 6325157901. Население по переписи 2001 года составляет 768 (339/429 м/ж) человек.

## Географическое положение
Село находится на левом берегу реки Уды;
выше по течению примыкает пгт Солоницевка,
ниже по течению примыкает село Подворки (Дергачёвский район),
на противоположном берегу — пгт Песочин.
К селу примыкает электрифицированная железнодорожная линия Основа-Шпаковка, станция Куряж.
Рядом проходит автомобильная дорога Харьков-Сумы Р-46.

## История
- 18 век — дата основания хутора в месте впадения речки (ныне пересыхающего ручья) Куряж в реку Уды на левом её берегу по соседству с хутором Куряж. Хутор Надточии тогда относился к «владельческому селению» (селу) Куряжу Пересечненской волости Харьковского уезда.
- В 1844 году на хуторе проживали 133 государственных (не крепостных) крестьянина (62 м, 71 ж.)[6]
- В середине 19 века хутор назывался На(д)точеев[1].
- В 19 веке в Надточиях находилось урочище «Сосновая роща». Перед революцией 1917 года оно принадлежало помещику Малинкину.[7]
- В 1911 году местные жители построили в Надточиях собственными усилиями двухлетнюю школу. Она была рассчитана на 52 ребёнка.[8]
- В начале 1920-х годов (1925?) решением Песочинского сельсовета пахотные земли помещика Малинкина в размере 600 кв. сажень были переданы в пользование Надточию Филиппу Дмитриевичу,[7] а лесная часть урочища Сосновая роща размером 852 кв.саж. тогда же была передана в пользование Надточиям Прокофию Никифоровичу и Василию Герасимовичу.[7]
- В 1925 году в Надточиях проживало уже 1220 жителей, из которых крестьян 149, рабочих 73, транспортников - 8, детей до 15 лет - 234.[8]
- В 1925 году в Надточиевской начальной школе было 26 парт, 6 столов, две доски, три шкафа, часы, 74 букваря, 13 учебников "родного языка", три - природоведения, 20 - математики, 6 карт и глобус; в 1926 в школе работали три учительницы.[9] Директором школы в 1925 году была Анна Александровна Сачко (1892 г.р.) В эту школу не брали детей старше 12 лет.[8]
- 12 сентября 1927 года решением Песочинского Совета были территориально прикреплены к различным районам Песочина его 10 членов.[10] Депутатом сельсовета от хуторов Надточии и Щербани́ был тогда Надточий Феодосий Петрович.[10]
- 1930 — дата присвоения статуса села.
- В 1930 году в Надточиях был создан колхоз имени М. Коцюбинского, в который входили 45 дворов, где проживали 169 человек.[11] В колхозе имелось 269 гектаров земли общего пользования, расположенных по обеим сторонам реки Уды в Надточиях и Рай-Еленовке.[11] Центральная усадьба находилась на территории позднее построенных амбулатории, станции «скорой помощи» и ЧП «Маяк».[11]
- С 1930-х годов село Надточии — в составе Песочинского поселкового совета Харьковского района; в то время как Куряж (Подворки) уже относился к Дергачёвскому району.
- В 1940 году, перед ВОВ, в Надточиях было 112 дворов[12] и на расположенном западнее хуторе Шпаки было 83 двора.[13]

## Происхождение названия
Название селу дано по фамилии семьи Надточи́й, основавших данный хутор и составлявшей значительную часть жителей (во множественном числе).
В Великой Отечественной войне в рядах РККА (с 1943 — Советской Армии) участвовали следующие жители, по фамилии которых было названо село:
- Надточий Александр Дмитриевич (погиб на фронте).[14]
- Надточий Андрей Антонович (погиб на фронте).[15]
- Надточий Валентин Трофимович (1904—1944?) — до войны шофёр; воинское звание капитан, 206 стрелковый полк (1941), попал в плен в ноябре 1941 под Березанами, с февраля 1944 в концлагере Дахау.[16]
- Надточий Василий Иванович (судьба неизвестна).[17]
- Надточий Григорий Иванович (судьба неизвестна) — воевал в составе Песочинского партизанского отряда № 14.[18]
- Надточий Григорий Кондратьевич (1920-после 1943) — до войны земледелец; 59 полк (1943), попал в плен в январе 1943 под Орлицей, в 1943 в Шталаге.[19]
- Надточий Григорий Прокофьевич (1914-после 1943) — до войны машинист; младший сержант, 97 артиллерийский полк (1941), попал в плен в сентябре 1941 под Орлицей, в 1943 в Шталаге. Жена — Екатерина Надточий.[19]
- Надточий Иван (Юрий) Кондратьевич (1900-после 1943) — до войны крестьянин; рядовой, сапёр, 155 артиллерийский полк (1942), попал в плен 26 мая 1942 под Харьковом (Барвенковский котёл), в 1943 в Шталаге. Жена — Фекла Надточий.[20]
- Надточий Иван Прокофьевич (1922—2000) — призван в сентябре 1941, 136 стрелковый полк НКВД (1942-43), награждён медалями «За боевые заслуги», «За победу над Германией».[21]
- Надточий Михаил Фёдорович (судьба неизвестна).[17]
- Надточий Николай Иванович (судьба неизвестна).[17]
- Павленко (На[д]точий) Николай Стефонович (1905-после 1942) — до войны конторщик; рядовой, автобат, 268 стрелковый полк (1941), попал в плен в сентябре 1941 под Орлицей, в 1942 в Шталаге. Мать — Ангелина Наточая.[22]
- Надточий Семён Антонович (погиб на фронте).[14]
- Надточий Семён Яковлевич (судьба неизвестна).[17]
- Надточий Сергей Васильевич (погиб на фронте).[14]
- Надточий Яков Иванович (погиб на фронте).[14]

В 1925 году членом правления Песочинского Сельстроя был Надточий Григорий Иванович 1904 г.р.
В послевоенное время (в 1966 году) здесь в овоще-молочном совхозе трудился Герой Социалистического Труда Л. И. Надточий.

## Экономика
- ООО «Золотое руно».
- ЧП «НПП Импекс».
- Торговая группа «Союз», ООО.
- Фирма «АТЕК».

## Улицы
- Автомобильная улица (начинается в Песочине).
- Антона Мака́ренко улица (начинается в По́дворках).
- Борова́я улица.
- Заводская улица.
- Зерноба́зовская улица.
- Кольцевая улица.
- Коцюби́нского улица.
- Коцюбинского въезд.
- Куряжа́нская улица.
- Надточи́евская улица.